# 十里铺镇 (广平县)
十里铺镇，原为十里铺乡，是中华人民共和国河北省邯郸市广平县下辖的一个乡镇级行政单位。2018年12月撤乡设镇。区划代码改为130432104。

## 行政区划
十里铺镇下辖以下地区：
泊头社区、杜村社区、田庄社区、贾庄社区、十里铺社区、陈固社区、大留村、南寺郎固村、油村、秦庄村、小张固村、南张固村、北小留村、南小留村、金安村、北寺郎固村、阎小寨村、前堤村、后堤村、席寨村和屯子堡村。